# Victor Giraud (Entdecker)

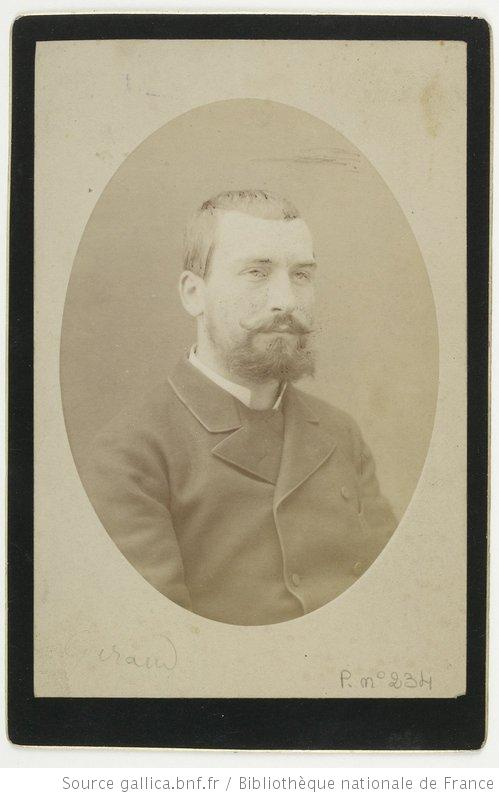
Victor Giraud

Joseph Constant Victor Giraud (* 15. März 1858 in Morestel, Frankreich; † 22. August 1899 in Plombières, Frankreich) war ein französischer Offizier und Forschungsreisender, der an den zentralafrikanischen Seen tätig war.

## Leben
Giraud trat 1875 in die französische Armee ein. 1881 war er Fähnrich und 1882 Leutnant. Angeregt durch David Livingstones Lebensgeschichte und dessen Tod am Bangweulusee, begann Giraud, sich für diese Gegend zu interessieren. Das Interesse ging so weit, dass er eine Expedition ausrüstete, um die zentralafrikanischen Seen weiter zu erforschen.

### Erkundung der Seen Zentralafrikas

#### Vorbereitung
Um sich optimal auf seine Reise vorzubereiten, orientierte er sich an den Reiseberichten seiner Vorgänger wie Mungo Park oder David Livingstone. Giraud plante, das Ziel seiner Expedition, den Bangweulusee, in der Trockenzeit nach sechs Monaten Reise zu erreichen. Er beabsichtigte, der gleichen Route zu folgen, wie Livingstone und wollte die verkehrsreichsten Straßen zu vermeiden, wo Desertionen der Träger häufiger waren.

#### Die Reise

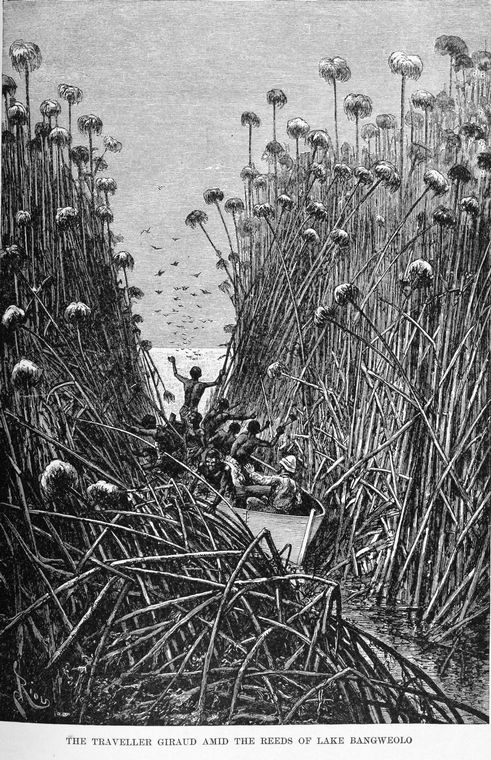
Victor Giraud im Schilf des Sees Bangouélo (Élisée Reclus, 1892). (Élisée Reclus, 1892).

Die Reise führte Giraud zunächst nach Sansibar, wo er vom Sultan Barghasch ibn Said mit großem Pomp empfangen und bei der Ausrüstung seiner Expedition unterstützt wurde. Giraud wartete die Abreise von Ernest François Cambier am 4. Dezember 1884 ab und begann danach, seine Träger zu rekrutieren. Am 15. Dezember wurden die Ausrüstung und die Männer auf das Schiff verladen, das sie nach Daressalam brachte. Seine Expedition bestand aus einhundertzwanzig Personen.
Giraud drang nach Süden in Richtung des Malawisees vor und von dort durch den Chambeshi zum Bangweulusee. Als er den See erreichte, schickte Giraud seine Expedition in das Lumba genannte Land mit dem Königssitz in Gazembi und setzte seine Reise per Boot fort. Nach mehreren Tagen erreichte er die Katarakte von Louassoula, die eine Weiterfahrt unmöglich machten. Zugleich waren die Ufer von feindseligen Indigenen besetzt. Giraud konnte sich drei Tage lang widersetzen, bevor er gefangen genommen wurde. Nach drei Monaten Gefangenschaft gelang den Franzosen die Flucht nach Gazembi. Der dortige König unterstützte ihn allerdings nicht, sondern verlangte von ihm Lösegeld und nahm Giraud die übrige Ausrüstung ab. Giraud reiste dann zur Karéma-Station, die Ernest Cambier gegründet hatte. Er verbrachte dort drei Monate, um sich zu erholen und einige wissenschaftliche Studien über den See durchzuführen. Dann beschloss er, eine weitere Expedition zu organisieren, um den Kongo zu erreichen. Er wurde jedoch von seinen eigenen Männern abgesetzt und in der Station belagert. Hierdurch war Giraud schließlich gezwungen, den Rückweg nach Quelimane anzutreten, wo er nach zwei Jahren sehr beschwerlicher Reise ankam.

#### Ergebnisse seiner Reise
Victor Giraud war der letzte Europäer seiner Zeit, der das Land des Bemba Königs Chitimukulu Chitapankwa betrat. Livingston hatte ihn 1867 getroffen. Tatsächlich starb Chitapankwa kurz nachdem Giraud sein Land passiert hatte. Giraud wurde dafür verantwortlich gemacht und die Grenzen des Landes geschlossen.
Während der Zeit, die Victor Giraud in Karema verbrachte, sammelte er eine große Anzahl von Weichtierproben, die es ihm nach seiner Rückkehr ermöglichten, die lokale Fauna besser zu verstehen.
Giraud erwartete von Island aus auf die Veröffentlichung seines Buches Les Lacs de l'Afrique équatoriale: voyage d'exploration exécuté, de 1883 à 1885. Das Buch wurde 1890 illustriert mit 160 Radierungen veröffentlicht.

### Auszeichnungen

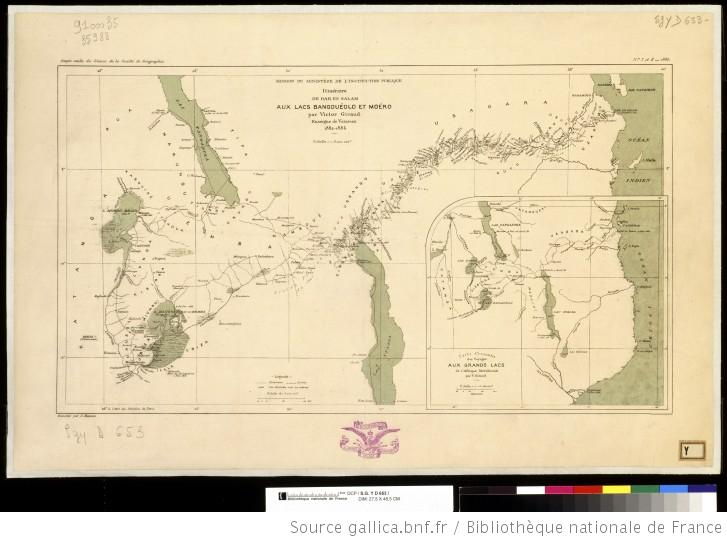
Reiseroute von Giraud auf seiner Reise zu den Seen Äquatorialafrikas

Nach der Rückkehr von seiner Reise erhielt er am 21. März 1885 den Rang eines Ritters der Ehrenlegion und der Bildungsminister verlieh ihm den Ordre des Palmes Académiques.
Außerdem erhielt er im gleichen Jahr die Goldmedaille der französischen Société de Géographie in der Kategorie „Studienreisen, Missionen und Aufklärungsarbeiten“ für seine topographischen Untersuchungen der großen Seen Äquatorialafrikas.
Letztlich wurde er für seine Sammlung von Weichtieren als Ehrenmitglied in die malakologische Gesellschaft von Frankreich aufgenommen.